# Gustav Hübner

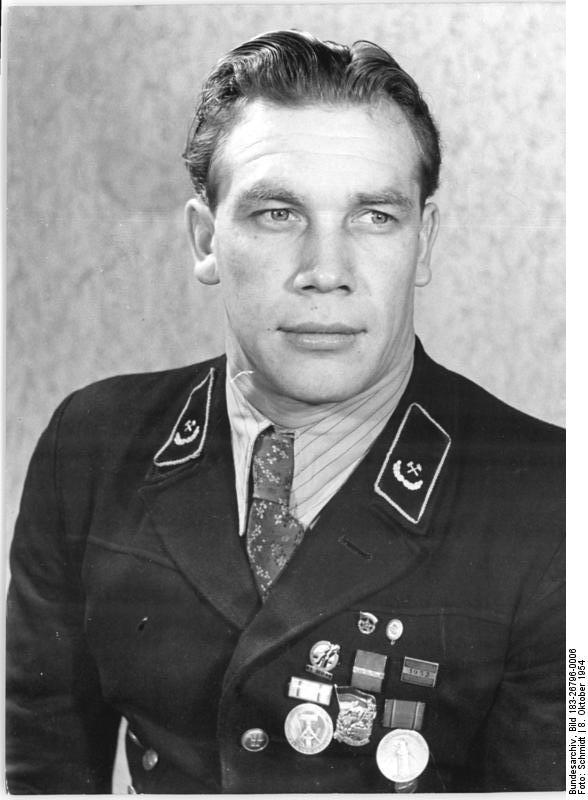
Gustav Hübner (1954)

Gustav Hübner (* 13. August 1920 in Königlich Blumenau, Kreis Preußisch Holland) war ein deutscher Bergmann. Er war in den 1950er-Jahren in der DDR eine vielfach ausgezeichnete Persönlichkeit, Volkskammerabgeordneter und Nationalpreisträger.

## Leben
Hübner wurde 1920 im ostpreußischen Königlich Blumenau, später Königsblumenau, als Arbeitersohn geboren und erlernte nach der Volksschule in den Jahren 1935 bis 1938 zunächst den Beruf des Bäckers. Nachdem er in diesem Beruf einige Zeit tätig gewesen war, wurde er zum Kriegsdienst eingezogen.
Nach Kriegsende fing Hübner 1949 bei der damaligen Wismut AG im Erzgebirge als Bergmann an. Er begann als Fördermann, wurde Lehrhauer, später Häuerbrigadier und schließlich Brigadier einer Komplexbrigade. 1950 trat Hübner in die SED ein. Er entwickelte Ideenreichtum und befasste sich vor allem mit der Einführung sowjetischer, mechanisierter Methoden, die den Streckenvortrieb erhöhten. Im Sog der Hennecke-Bewegung erreichte er mit seiner Brigade ständige Normübererfüllungen und stellte mit ihr 1952 einen Wismut-internen Rekord von über 200 m im horizontalen Streckenvortrieb in einem Monat auf. Dies wurde republikweit propagandistisch bekanntgemacht und brachte Hübner die Ehrentitel Verdienter Bergmann der DDR und ein paar Monate später Held der Arbeit ein.
Zu Ehren des 4. Jahrestages der Gründung der DDR am 7. Oktober 1953 initiierte Hübner einen damals typischen Wettbewerb zum Erreichen von über 300 m Streckenvortrieb mit, nachdem er mit seiner Brigade in einem Monat 260 m erreicht hatte. In Vorbereitung des IV. Parteitages der SED, dessen Delegierter er auch war, gab er eine Selbstverpflichtung ab, mit seiner Komplexbrigade bald einen Streckenvortrieb von 400 m im Monat zu erreichen.
Das Jahr 1954 stellte aber auch in anderer Hinsicht einen Höhepunkt in Hübners öffentlicher Wahrnehmung dar. Er wurde in die SED-Gebietsleitung Wismut gewählt, der er bis 1958 angehörte und erhielt im Rahmen der Feierlichkeiten zum Nationalfeiertag der DDR am 7. Oktober 1954 zusammen mit den Bergleuten Willi John, Hans Seidel und Heinz Löbig den Nationalpreis III. Klasse für Wissenschaft und Technik. Zudem wurde Hübner vom Freien Deutschen Gewerkschaftsbund als Kandidat für die am 17. Oktober 1954 stattfindenden Volkskammerwahlen aufgestellt. In der Folge gehörte er für zwei Wahlperioden bis 1963 dem DDR-Parlament als Abgeordneter an.
1955 besuchte er die Bergbau-Fachschule in Karl-Marx-Stadt, wo er eine Ingenieurausbildung absolvierte. 1958 beendete er seine Tätigkeit unter Tage. Weiterer Ausdruck der zeitweise schon an Personenkult erinnernden Auszeichnungspraxis war die Benennung eines Betriebsferienlagers der Wismut AG am Schneeberger Filzteich mit seinem Namen. Erst bei der Übergabe des Lagers 1961 an die Zentrale Leitung der Pionierorganisation und der Umwidmung in ein zentrales Pionierlager verschwand der Ehrenname. Über Hübners weiteren Lebensweg ist bisher nichts bekannt.